# 斯瓦夫庫夫
斯瓦夫庫夫（Sławków）是波蘭的一座城市。截至2008年，人口数为6,866人。

## 外部連結
- Jewish Community in Sławków （页面存档备份，存于） on Virtual Shtetl

50°19′N 19°23′E / 50.317°N 19.383°E